# تشارلز ماير (صحفي)
تشارلز ماير هو صحفي وشاعر كندي، ولد في 21 سبتمبر 1838 في Lanark County ‏ في كندا، وتوفي في 7 يوليو 1927 في فيكتوريا في كندا.